# Tereza Martincová
Tereza Martincová (Praga, 24 de octubre de 1994) es una jugadora de tenis checa.
Martincová ha ganado dos títulos de sencillos en el ITF gira en su carrera. En febrero de 2022, alcanzó su mejores ranking en sencillos el cual fue la número 40 del mundo. El 6 de junio de 2022, alcanzó el puesto número 77 del mundo en el ranking de dobles.

## Títulos WTA (1; 0+1)

### Individual (0)
| Leyenda        |
| Grand Slam (0) |
| WTA Finals (0) |
| WTA 1000 (0)   |
| WTA 500 (0)    |
| WTA 250 (0)    |

#### Finalista (1)
| No. | Fecha               | Torneo | Superficie | Oponente en la final | Resultado |
| 1.  | 18 de julio de 2021 | Praga  | Dura       | Barbora Krejčíková   | 2-6, 0-6  |

### Dobles (1)
| Leyenda        |
| Grand Slam (0) |
| WTA Finals (0) |
| WTA 1000 (0)   |
| WTA 500 (0)    |
| WTA 250 (1)    |

| N.º | Fecha                    | Torneos  | Superficie | Pareja        | Oponentes en la final            | Resultado |
| --- | ------------------------ | -------- | ---------- | ------------- | -------------------------------- | --------- |
| 1.  | 18 de septiembre de 2022 | Portoroz | Dura       | Marta Kostyuk | Cristina Bucșa Tereza Mihalíková | 6-4, 6-0  |

#### Finalista (2)
| N.º | Fecha               | Torneos      | Superficie | Pareja              | Oponentes en la final            | Resultado           |
| --- | ------------------- | ------------ | ---------- | ------------------- | -------------------------------- | ------------------- |
| 1.  | 9 de enero de 2022  | Melbourne II | Dura       | Mayar Sherif        | Bernarda Pera Kateřina Siniaková | 2-6, 7-6(7), [5-10] |
| 2.  | 14 de enero de 2022 | Adelaida II  | Dura       | Markéta Vondroušová | Eri Hozumi Makoto Ninomiya       | 6-1, 6-7(4), [7-10] |

## Títulos ITF

### Individual (4)
| Torneos de $100,000 |
| Torneos de $75,000  |
| Torneos de $50,000  |
| Torneos de $25,000  |
| Torneos de $15,000  |
| Torneos de $10,000  |

| N.º | Fecha                 | Torneo                  | Superficie | Oponentes          | Resultado   |
| --- | --------------------- | ----------------------- | ---------- | ------------------ | ----------- |
| 1.  | 7 de abril de 2014    | Heraklion, Grecia       | Dura       | Pernilla Mendesová | 6-4, 6-4    |
| 2.  | 22 de junio de 2015   | Lenzerheide, Suiza      | Arcilla    | Nastja Kolar       | 6-3, 6-4    |
| 3.  | 14 de octubre de 2018 | Óbidos, Portugal        | Carpet     | Katarzyna Kawa     | 7-6(3), 6-3 |
| 4.  | 1 de junio de 2019    | Bredeney Open, Alemania | Arcilla    | Paula Badosa       | 6-2, 7-6(4) |

#### Finalista (4)
| N.º | Fecha                | Torneo              | Superficie | Oponentes            | Resultado        |
| --- | -------------------- | ------------------- | ---------- | -------------------- | ---------------- |
| 1.  | 15 de abril de 2013  | Antalya, Turquía    | Dura       | Beatriz Haddad Maia  | 4-6, 3-6         |
| 2.  | 25 de agosto de 2014 | Mamaia, Rumanía     | Arcilla    | Andreea Mitu         | 2-6, 4-6         |
| 3.  | 2 de febrero de 2015 | Grenoble, Francia   | Dura (i)   | Magda Linette        | 6-7(2), 6-4, 1-6 |
| 4.  | 27 de abril de 2015  | Wiesbaden, Alemania | Arcilla    | Anastasija Sevastova | 3-6, 3-6         |